# Maladera modestula
Maladera modestula är en skalbaggsart som beskrevs av Brenske 1902. Maladera modestula ingår i släktet Maladera och familjen Melolonthidae. Inga underarter finns listade i Catalogue of Life.